# 牙門將軍
牙門將軍，雜號將軍的名號之一，為東漢末年左將軍劉備所創置，曾授予趙雲和於漢中之戰後授予魏延。三國時東吳和曹魏亦有設置，但多以牙門將稱之。

## 牙門將與牙門將軍之異別
牙門源於古時行軍紮營，立牙旗以為軍門，稱為「牙門」。牙門將，應類似中郎將屬中階軍官，意為統兵牙門之將領，職責保衛軍隊與主帥防禦安危。
牙門將軍為劉備為獎勵趙雲功勳，特別創置將軍號，蜀漢僅趙雲、魏延述職擔任，職責統率直屬劉備調遣的親兵部隊，漢朝時未有該牙門將軍名號存在記載。
《通典》卷二十九「雜號將軍」一欄將牙門將視為雜號將軍之一，則作魏文帝黄初年間始置，第五品。而且冠服與將軍相同，列出蜀漢趙雲，曹魏胡烈和東吳陸機為例子，卻沒寫《三國志》中趙雲所曾任的牙門將軍。但按《三國志·王平傳》，王平投降劉備後官拜「牙門將、禆將軍」，禆將軍是將軍名號（將軍號），牙門將則是指守護牙門旗任務的將領（職務稱），與《通典》所述不合。而《三國志》亦只有在蜀志中趙雲和魏延的傳中寫「牙門將軍」，魏志和吳志皆只有牙門將，但蜀漢亦有牙門將之職。